# Campeonato Carioca de Futebol de 2023 - Série B2
O Campeonato Carioca da Série B2 de 2023 foi a 16ª edição da quarta divisão do campeonato estadual de futebol profissional do Rio de Janeiro. A competição foi organizada pela Federação de Futebol do Estado do Rio de Janeiro (FERJ).

## Regulamento
A competição conta com 12 clubes.
Na primeira fase — também chamada de Taça Maracanã — , os clubes jogarão em turno único entre si, classificando-se para as semifinais os 4 primeiros colocados. O primeiro colocado, se necessário aplicados os critérios de desempate, será declarado o campeão da Taça Maracanã.
As semifinais serão formadas por meio de cruzamento olímpico, ou seja, o primeiro colocado enfrenta o quarto colocado e o segundo colocado enfrenta o terceiro. As semifinais serão disputadas em jogos de ida e volta, com a equipe de cada chave que tiver a melhor campanha na primeira fase terá a vantagem do empate e do mando de campo do primeiro ou do segundo jogo das semifinais. Os vencedores de cada semifinal avançarão à final e estarão classificados para a Série B1 de 2024.
A final será disputada em jogos de ida e volta, sem vantagem de empate para nenhum dos lados. Em caso de empate em pontos e saldo de gols, haverá disputa de pênaltis. O vencedor será declarado campeão do torneio.
Os 2 clubes piores colocados na Taça Maracanã serão rebaixados para a Série C de 2024.

### Critérios de desempate
Ocorrendo empate em pontos ganhos entre duas ou mais associações, serão aplicados, sucessivamente, os seguintes critérios de desempate:
1º) Maior número de vitórias;
2º) Maior saldo de gols;
3º) Maior número de gols pró;
4º) Confronto direto, somente entre dois clubes;
5º) Menor número de cartões amarelos;
6º) Sorteio público na sede da Federação, em dia e horário a serem determinados.

## Promovidos e Rebaixados
| Pos. | Rebaixado da Série B1 2022 |
| ---- | -------------------------- |
| 10º  | Rio São Paulo              |
| 11º  | Campo Grande               |
| 12º  | Angra dos Reis             |
| Pos. | Promovidos da Série C 2023 |
| 1º   | Zinzane                    |
| 2º   | São Cristóvão              |

| Pos. | Mantidos da Série B1 2022 |
| ---- | ------------------------- |
| 3º   | Rio de Janeiro            |
| 4º   | Belford Roxo              |
| 5º   | Bonsucesso                |
| 6º   | Carapebus                 |
| 7º   | Búzios                    |
| 8º   | Barra Mansa               |
| 9º   | Mageense                  |

## Participantes
| Equipe         | Cidade             | Em 2022           | Estádio             | Capacidade     | Títulos        |
| -------------- | ------------------ | ----------------- | ------------------- | -------------- | -------------- |
| Angra dos Reis | Angra dos Reis     | 12º (Série B1)    | Jair Toscano        | 1 500          | 0 (não possui) |
| Barra Mansa    | Barra Mansa        | 8º                | Leão do Sul         | 2 000          | 0 (não possui) |
| Belford Roxo   | Belford Roxo       | 4º                | Nélio Gomes         | Não encontrado | 0 (não possui) |
| Bonsucesso     | Rio de Janeiro     | 5º                | Rua Bariri          | 8 300          | 0 (não possui) |
| Búzios         | Armação dos Búzios | 7º                | Municipal de Búzios | 500            | 0 (não possui) |
| Campo Grande   | Rio de Janeiro     | 11º (Série B1)    | Moça Bonita         | 9 024          | 0 (não possui) |
| Carapebus      | Carapebus          | 6º                | Ferreirão           | 900            | 0 (não possui) |
| Mageense       | Magé               | 9º                | Los Larios          | 6 300          | 1 (2018)       |
| Rio de Janeiro | Rio de Janeiro     | 3º                | Marrentão           | 3 334          | 0 (não possui) |
| Rio São Paulo  | Rio de Janeiro     | 10º (Série B1)    | Joaquim Flores      | 500            | 1 (2019)       |
| São Cristóvão  | Rio de Janeiro     | 2º (Série C 2023) | Leônidas da Silva   | 836            | 0 (não possui) |
| Zinzane        | Rio de Janeiro     | 1º (Série C 2023) | Moça Bonita         | 6 989          | 0 (não possui) |

## Taça Maracanã
| 1  | Belford Roxo   | 25 | 11 | 7 | 4 | 0  | 23 | 5  | +18 | 4  | 1  | 1  | 1  | 2  | 1  | 1  | 1  | 2  | 2  | 1  |
| 2  | São Cristóvão  | 23 | 11 | 7 | 2 | 2  | 24 | 3  | +21 | 7  | 5  | 5  | 3  | 3  | 3  | 4  | 3  | 3  | 3  | 2  |
| 3  | Bonsucesso     | 23 | 11 | 7 | 2 | 2  | 17 | 6  | +11 | 5  | 2  | 2  | 2  | 1  | 2  | 2  | 2  | 1  | 1  | 4  |
| 4  | Zinzane        | 23 | 11 | 6 | 5 | 0  | 24 | 6  | +18 | 1  | 3  | 4  | 6  | 5  | 4  | 3  | 5  | 4  | 5  | 5  |
| 5  | Carapebus      | 22 | 11 | 7 | 1 | 3  | 21 | 8  | +13 | 9  | 10 | 10 | 8  | 9  | 7  | 6  | 6  | 6  | 6  | 6  |
| 6  | Rio de Janeiro | 19 | 11 | 7 | 2 | 2  | 23 | 12 | +11 | 2  | 4  | 3  | 5  | 4  | 5  | 5  | 4  | 5  | 4  | 3  |
| 7  | Rio São Paulo  | 13 | 11 | 3 | 4 | 4  | 18 | 22 | –4  | 8  | 9  | 6  | 4  | 6  | 6  | 7  | 7  | 7  | 7  | 7  |
| 8  | Barra Mansa    | 12 | 11 | 3 | 3 | 5  | 11 | 13 | –2  | 6  | 7  | 7  | 7  | 8  | 9  | 9  | 9  | 8  | 8  | 8  |
| 9  | Campo Grande   | 11 | 11 | 3 | 2 | 6  | 14 | 24 | –10 | 12 | 8  | 9  | 10 | 10 | 10 | 10 | 10 | 10 | 9  | 9  |
| 10 | Mageense       | 6  | 11 | 2 | 0 | 9  | 17 | 29 | –12 | 3  | 6  | 8  | 9  | 7  | 8  | 8  | 8  | 9  | 10 | 10 |
| 11 | Angra dos Reis | 1  | 11 | 0 | 1 | 10 | 1  | 37 | –36 | 11 | 12 | 11 | 11 | 11 | 11 | 11 | 11 | 11 | 11 | 11 |
| 12 | Búzios         | 0  | 11 | 0 | 0 | 11 | 1  | 35 | –34 | 10 | 11 | 12 | 12 | 12 | 12 | 12 | 12 | 12 | 12 | 12 |

     Classificados para as semifinais do Campeonato
     Rebaixados para a Série C
 Angra dos Reis e Búzios foram suspensos do campeonato por suspeita de manipulação de resultados. Os jogos remanescentes foram cancelados e aplicados o escore de 3 a 0 em favor dos adversários. 
Mageense foi suspenso por não pagar o borderô do jogo contra o Zinzane. A partida contra o São Cristóvão foi cancelada e aplicado o escore de 3 a 0 em favor do adversário. 
O campeonato foi suspenso após o término da primeira fase devido a denúncia de escalação irregular de um jogador pela equipe do Rio de Janeiro. O clube foi punido com a perda de 4 pontos. 

### Premiação
| Taça Maracanã de 2023             |
| Border                            |
| --------------------------------- |
| Belford Roxo Campeão (1.º título) |

## Fase Final
|  | Semifinais    | Semifinais    | Semifinais | Semifinais |   |              | Final | Final | Final | Final |
|  |               |               |            |            |   |              |       |       |       |       |
|  | Belford Roxo  | 0             | 5          | 5          |   |              |       |       |       |       |
|  | Zinzane       | 0             | 0          | 0          |   |              |       |       |       |       |
|  | Zinzane       | 0             | 0          | 0          |   | Belford Roxo | 0     | 0     | 0     |       |
|  |               |               |            |            |   | Belford Roxo | 0     | 0     | 0     |       |
|  |               | São Cristóvão | 0          | 1          | 1 |              |       |       |       |       |
|  | São Cristóvão | São Cristóvão | 0          | 1          | 1 | 1            | 2     | 3     |       |       |
|  | São Cristóvão |               |            |            |   | 1            | 2     | 3     |       |       |
|  | Bonsucesso    | 1             | 2          | 3          |   |              |       |       |       |       |

## Premiação
| Campeonato Carioca de 2023 - Série B2 |
| Border                                |
| ------------------------------------- |
| São Cristóvão Campeão (1.º título)    |